# Rayssa Djifack
Rayssa Djifack Ma-Atemken Zomgoua, née le 8 janvier 1998, est une haltérophile camerounaise.

## Carrière
Rayssa Djifack connaît plusieurs podiums dans les catégories de jeunes, étant notamment vice-championne d'Afrique junior en 2015 dans la catégorie des plus de 75 kg ainsi qu'en 2018 dans la catégorie des moins de 75 kg et médaillée de bronze dans la catégorie des plus de 69 kg aux Jeux du Commonwealth de la jeunesse de 2015.
Au niveau senior, elle est médaillée d'argent à l'épaulé-jeté et médaillée de bronze au total dans la catégorie des moins de 76 kg aux Championnats d'Afrique 2023 à Tunis,.
Elle est médaillée d'argent à l'épaulé-jeté et au total ainsi que médaillée de bronze à l'arraché dans la catégorie des plus de 87 kg aux Championnats d'Afrique d'haltérophilie 2025 à Moka.